# Lanchester SMG
La Lanchester SMG è una pistola mitragliatrice britannica prodotta dalla Sterling Armaments Company tra il 1941 e il 1945. Si tratta di una copia diretta del tedesco MP 28/II e fu prodotta in due versioni denominate rispettivamente Mk. I e Mk. I*, dove la seconda si tratta solo di una versione semplificata del modello originale, senza selettore di fuoco e con organi di mira ridotti. Fu usato principalmente dalla Royal Navy durante la Seconda guerra mondiale, e in numeri minori dalla Royal Air Force per la difesa delle piste di atterraggio. L'arma prende il nome da George Herbert Lanchester, responsabile della produzione dell'arma alla Sterling.

## Storia
A seguito dell'evacuazione di Dunkerque del 1940, la RAF decise di adottare un'arma automatica per la difesa delle proprie piste. Non avendo tempo per sviluppare un'arma da zero, si decise di copiare direttamente l'MP 28/II tedesco. Allo stesso tempo, l'ammiragliato britannico decise di allinearsi alla RAF nell'adozione della nuova arma. Data anche l'importanza che la Royal Navy ebbe nella progettazione dell'arma, la maggior parte delle pistole mitragliatrici furono impiegate proprio dalla marina e non dall'aviazione come inizialmente teorizzato.
L'arma britannica prese il nome di Lanchester da George Herbert Lanchester, incaricato di supervisionarne la produzione alla Sterling Armaments Company, la stessa fabbrica che produrrà poi nell'immediato dopoguerra la pistola mitragliatrice Sterling.
Il Lanchester era stato concepito come arma da usare per la guardia ai prigionieri o il supporto alle squadre di sbarco. Si trattava di un'arma estremamente solida, ben fatta e realizzato con materiali di alta qualità, praticamente l'esatto opposto del contemporaneo Sten.
Il Lanchester aveva calciatura in legno, otturatore e culatta in acciaio tornito, il pozzo del caricatore realizzato in ottone e un aggancio per la baionetta M1907 sotto la canna. La rigatura della canna era diversa da quella tedesca, in quanto pensata per poter stabilizzare vari tipi di munizioni da 9 mm. Spesso nei Lanchester si riutilizzavano le parti in legno di vecchi Lee-Enfield.

## Produzione

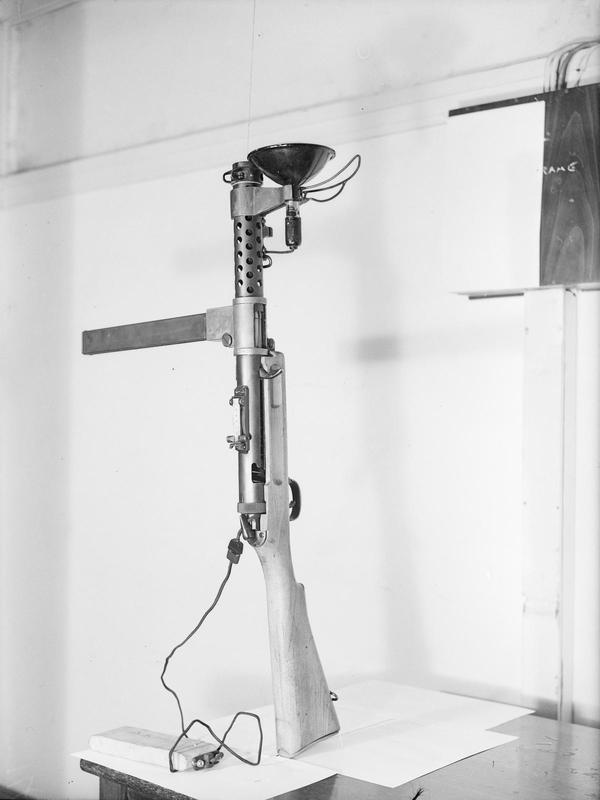
Un mitra Lanchester equipaggiato con una rudimentale torcia tattica in un esperimento della Royal Navy del 1943.

Il primo contratto del 13 giugno 1941 portò 50.000 armi nelle mani della Royal Navy. L'esercito aveva a questo punto scorte di Thompson americani. L'ultimo contratto fu siglato il 9 ottobre 1943. La produzione che ne seguì fu di 3.410 unità al mese per 28 mesi. La Sterling, secondo il contratto, avrebbe realizzato le armi con numero seriale da 1 a 9.999 per poi passare alla nuova punzonatura, da SA1 a SA64580.
Un discreto numero di Mk. I furono modificate in seguito e rinominare Mk. I*. Le differenza consistevano nell'eliminazione del selettore di fuoco e nella semplificazione dei mirini posteriori. Proprio questa ridenominazione rende difficile assegnare intervalli di numeri seriali ad una specifica produzione.
Quattro erano gli stabilimenti in cui veniva prodotto il Lanchester. La Sterling infatti possedeva due fabbriche: la Sterling Engineering Company Ltd a Dagenham e la Sterling Armament Company di Northampton.
- Sterling (due stabilimenti; codici S109 e M619): 74.579
- Greener (codice M94): 16.990
- Boss (codice S156): 3.900

I primi esemplari non riportano il punzone identificativo della fabbrica, ma solo le lettere S, A o SA.

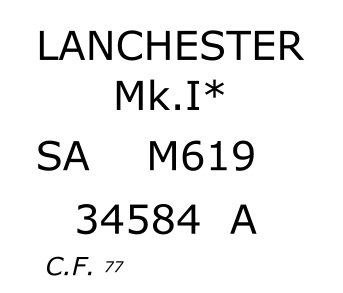
Marcature su un Lanchester Mk.I*. Il marchio SA indica che l'arma fa parte del primo lotto (A) prodotto dalla Sterling (S). Il codice M619 identifica lo stabilimento della Sterling. La A dopo il numero seriale (34584) indica invece che le parti di questa particolare arma non sono intercambiabili con quelle di un'altra.

## Funzionamento
Il Lanchester è un'arma azionata a rinculo ad otturatore aperto a fuoco selettivo. Il castello cilindrico è fissato alla calciatura tramite un perno frontale che ne permette la rotazione per le operazioni di pulizia e mantenimento. Il calcio in legno ha la stessa forma di quello del Lee-Enfield e l'attacco sotto la canna permetteva di usare la stessa baionetta M1907 usata nel Lee-Enfield N° 1 Mk. III*.
L'arma usava caricatori a stecca da 50 colpi calibro 9 × 19 mm Parabellum (trasportati in speciali tasche) inseriti sul lato sinistro dell'arma, con porta di espulsione sul lato destro. Si potevano usare anche i caricatori più piccoli da 32 colpi dello Sten. L'alimentazione era coadiuvata di uno scavo nel castello superiore. Per riempire i caricatori era necessario un particolare strumento che poteva essere poi conservato in una tasca speciale ricavata nel porta-caricatori.
Il Mk. I presentava una lama anteriore e una mira posteriore da fucile regolabile in alzo e deriva tra i 100 e i 600 m. La versione seguente, denominata Mk. I* fu invece semplificata e montava un mirino posteriore flip-up tarato solo per 100 e 200 m.
L'unica sicura presente è fornita da un recesso lungo la guida della leva di armamento che permette di bloccare l'otturatore in apertura impedendone il rilascio con la pressione del grilletto. Il sistema si era però rivelato poco sicuro, con un'alta percentuale di spari accidentali in caso di cadute. Per la pulizia, l'arma era dotata di un oliatore in bronzo contenuto nel calcio (come nel Lee-Enfield).

## Servizio
Il Lanchester diede buona prova di sé nella Royal Navy e nella Royal Canadian Navy per tutta la durata della guerra e anche oltre. Gli ultimi esemplari andarono in pensione degli anni settanta e sono oggi pezzi da collezione.
Un gran numero di Lanchester furono poi venduti ad altre nazioni. Questi esemplari sono facilmente riconoscibili per il punzone con due teste di freccia (rivolte l'una verso l'altra) impresso davanti al numero seriali. Il simbolo è spesso accompagnato da una S che sta per Sold out of service, ovvero 'venduto dopo il ritiro dal servizio'.

## Utilizzatori
- Paesi Bassi[2]
- Regno Unito[2]
- Repubblica Dominicana (usata durante la guerra civile del 1965)